# Metastoma roemeri
Metastoma roemeri är en snäckart som först beskrevs av Ludwig Pfeiffer 1848.  Metastoma roemeri ingår i släktet Metastoma och familjen Urocoptidae. Inga underarter finns listade i Catalogue of Life.